# Onthophagus pseudoarmatus
Onthophagus pseudoarmatus är en skalbaggsart som beskrevs av Vladimir Balthasar 1944. Onthophagus pseudoarmatus ingår i släktet Onthophagus och familjen bladhorningar. Inga underarter finns listade i Catalogue of Life.